# 神奈川県立生田東高等学校
神奈川県立生田東高等学校（かながわけんりつ いくたひがしこうとうがっこう）は、神奈川県川崎市多摩区にある公立の高等学校。

## 沿革
- 1977年 - 創立[2]
- 2007年 - 創立30周年記念式典を開催[2]

## 基礎データ

### アクセス
- 小田急線 生田駅 徒歩約10分[3]
- JR南武線 中野島駅 徒歩約20分[3]

## 学園行事

### 学園祭
「東陵祭」と呼ばれ、6月に「体育部門」、9月に「文化部門」が開催される。

## 生徒会活動・部活動など

### 文化部・文化同好会
吹奏楽部、軽音楽部、美術部、イラスト部、JRC（青少年赤十字）部、茶道部、演劇部、文芸部、囲碁将棋同好会、合唱同好会、新聞委員会、パソコン部

### 運動部・運動同好会
硬式野球部、陸上競技部、バレーボール部、ソフトテニス部、バスケットボール部、バドミントン部、ハンドボール部、卓球部、剣道部、ワンダーフォーゲル部、チアリーダー部、サッカー部、ダンス部、ゴルフ同好会、硬式テニス同好会

## 著名な出身者
- 岩永雅子 - アニメ歌手
- 内田けんじ - 映画監督
- 三遊亭丈二 - 落語家
- 相馬崇人 - サッカー選手（ヴィッセル神戸）
- 高辻周孝 - バスケットボール選手（アイシンシーホース）
- 高山薫 - サッカー選手（大分トリニータ）
- 中島愛里 - 女優
- 田村和宏 - プロレスラー（プロレスリングHEAT UP、代表取締役兼任）
- 古橋岳也 - プロボクサー（第44代・第46代日本スーパーバンタム級王者）
- 箕輪健太 - 指揮者
- 大関友翔 - サッカー選手 (川崎フロンターレ)